# 津田里穂
津田 里穂（つだ りほ、3月25日 - ）は、日本の女性声優。北海道出身。マウスプロモーション所属。

## 略歴
2017年に東京アナウンス・声優アカデミー卒業後、マウスプロモーション附属俳優養成所に入所。2019年にマウスプロモーションに所属。
養成所に通っていた頃は明神カフェに店員として働いており、週4日出勤していた。「ちっちゃい子にも愛される声優になりたい」と思っていたという。

## 人物
趣味・特技としてクラリネット、ギター、ロールプレイングゲーム、邦楽ロックをそれぞれ挙げている。

## 出演
太字はメインキャラクター。

### テレビアニメ
- アイカツフレンズ!〜かがやきのジュエル〜（2019年、シューネ）
- アイカツオンパレード!（2020年、シューネ）
- 異世界のんびり農家（2023年、ロザリンド[4]）
- アストロノオト（2024年、祭客）

### Webアニメ
- マウスどうぶつえん（2021年 -、ペキニーズのりほ/ マウスプロレモンイエロー）

### ゲーム
- 天空のクラフトフリート（2019年、ミライ[5]）
- ラストピリオド -終わりなき螺旋の物語-（2020年、アリス・エンドロール[6]）
- アークナイツ（2021年、パインコーン）
- アズールレーン（2023年、アッティリオ・レゴロ）
- 崩壊3rd（2024年、セラペウム〈Ver.8.0以降〉）
- 無期迷途（2024年、シュルマ[7]）

### ドラマCD
- MAUSU THEATER
- ラストピリオド -終わりなき螺旋の物語-（アリス・エンドロール[8]）

### 吹き替え
- ザ・シンプソンズ（ラルフ・ウィガム〈2代目〉、サラ・ウィガム〈2代目〉、イッチー 他）
  - ロキとバートたちの大乱闘
- 101匹わんちゃんストリート（ディーディー[9]〈フローリー・ウィルキンソン〉）
- プラウドファミリー（シーシー[10]）
- マペット・ベビー（ロジー）

### 舞台
- 劇団空感演人プロデュース公演「Juliet ジュリエット」（2017年3月29日 - 4月3日、エアースタジオ）[11] - A班・B班 木島美香子 役[12]